# Villerable
Villerable est une commune française située dans le département de Loir-et-Cher, en région Centre-Val de Loire.
Localisée au nord-ouest du département, la commune fait partie de la petite région agricole « la Beauce », une vaste étendue de cultures céréalières, oléagineuses (colza) et protéagineuses (pois, féverolle, lupin), avec également de la betterave sucrière, et de la pomme de terre. Elle est drainée par la Rère, les Lacs Plats, le Rouaire, les Forges, les Gaz, le Saint Joseph et par divers petits cours d'eau.
L'occupation des sols est marquée par l'importance des espaces agricoles et naturels qui occupent la quasi-totalité du territoire communal. Un espace naturel d'intérêt est présent sur la commune : une zone naturelle d'intérêt écologique, faunistique et floristique (ZNIEFF). En 2010, l'orientation technico-économique de l'agriculture sur la commune est la culture des céréales et des oléoprotéagineux. À l'instar du département qui a vu disparaître le quart de ses exploitations en dix ans, le nombre d'exploitations agricoles a fortement diminué, passant de 19 en 1988, à 11 en 2000, puis à 11 en 2010.

## Géographie

### Localisation et communes limitrophes
La commune de Villerable se trouve au nord-ouest du département de Loir-et-Cher, dans la petite région agricole de la Beauce,. À vol d'oiseau, elle se situe à 29 km  de Blois, préfecture du département, à 4,8 km de Vendôme, sous-préfecture, et à 12,7 km de Montoire-sur-le-Loir, chef-lieu du canton de Montoire-sur-le-Loir dont dépend la commune depuis 2015. La commune fait en outre partie du bassin de vie de Vendôme.
Les communes les plus proches sont : 
Marcilly-en-Beauce (2,3 km), Villiersfaux (3,3 km), Naveil (4 km), Huisseau-en-Beauce (4,2 km), Sainte-Anne (4,2 km), Vendôme (4,8 km), Nourray (4,9 km), Crucheray (5,3 km) et Villiers-sur-Loir (6 km).

### Paysages et relief
Dans le cadre de la Convention européenne du paysage, adoptée le 20 octobre 2000 et entrée en vigueur en France le 1er juillet 2006, un atlas des paysages de Loir-et-Cher a été élaboré en 2010 par le CAUE de Loir-et-Cher, en collaboration avec la DIREN Centre (devenue DREAL en 2011), partenaire financier. Les paysages du département s'organisent ainsi en huit grands ensembles et 25 unités de paysage,. La commune fait partie de deux unités de paysage : « les confins de la Gâtine tourangelle et du Loir » et « la Gâtine Tourangelle ».
Les confins de la Gâtine Tourangelle et du Loir sont constitués par un relief de plateau sillonné de vallées. Des petites rivières creusent le calcaire sous-jacent et font apparaître des coteaux alternativement raides et boisés ou souples et cultivés. Cette morphologie contrastée produit des paysages complexes, étroitement liés au relief et à l'eau : les éléments constitutifs du paysage - l'agriculture, les boisements, les villes et les villages – s'adaptent précisément aux conditions diversifiées des milieux et apportent toute leur richesse aux confins nords de la Gâtine : zones humides, coteaux calcaires pentus, langues de terres aplanies, souples sommets de pentes.
La Gâtine tourangelle se présente comme un plateau agricole aux paysages ouverts marqués par de grands massifs boisés et des boqueteaux épars et de tailles variées. Sur ces terres à la fois lourdes et plus caillouteuses qu'en Beauce, l'agriculture laisse par endroits la place à des bois qui occupent les moins bonnes terres. Globalement aplani, le relief s'anime par endroits de légères ondulations en rebord de la vallée de la Cisse, de la Loire, ou de la Brenne. Ces trois vallées drainent les eaux de surface du plateau à travers des micro-vallons qui se creusent petit à petit en atteignant la couche calcaire sous-jacente. Ces entailles dans le plateau constituent des paysages particuliers, plus verdoyants et intimistes, bornés par les coteaux boisés.
L'altitude du territoire communal varie de 87 mètres à 138 mètres,.

### Hydrographie

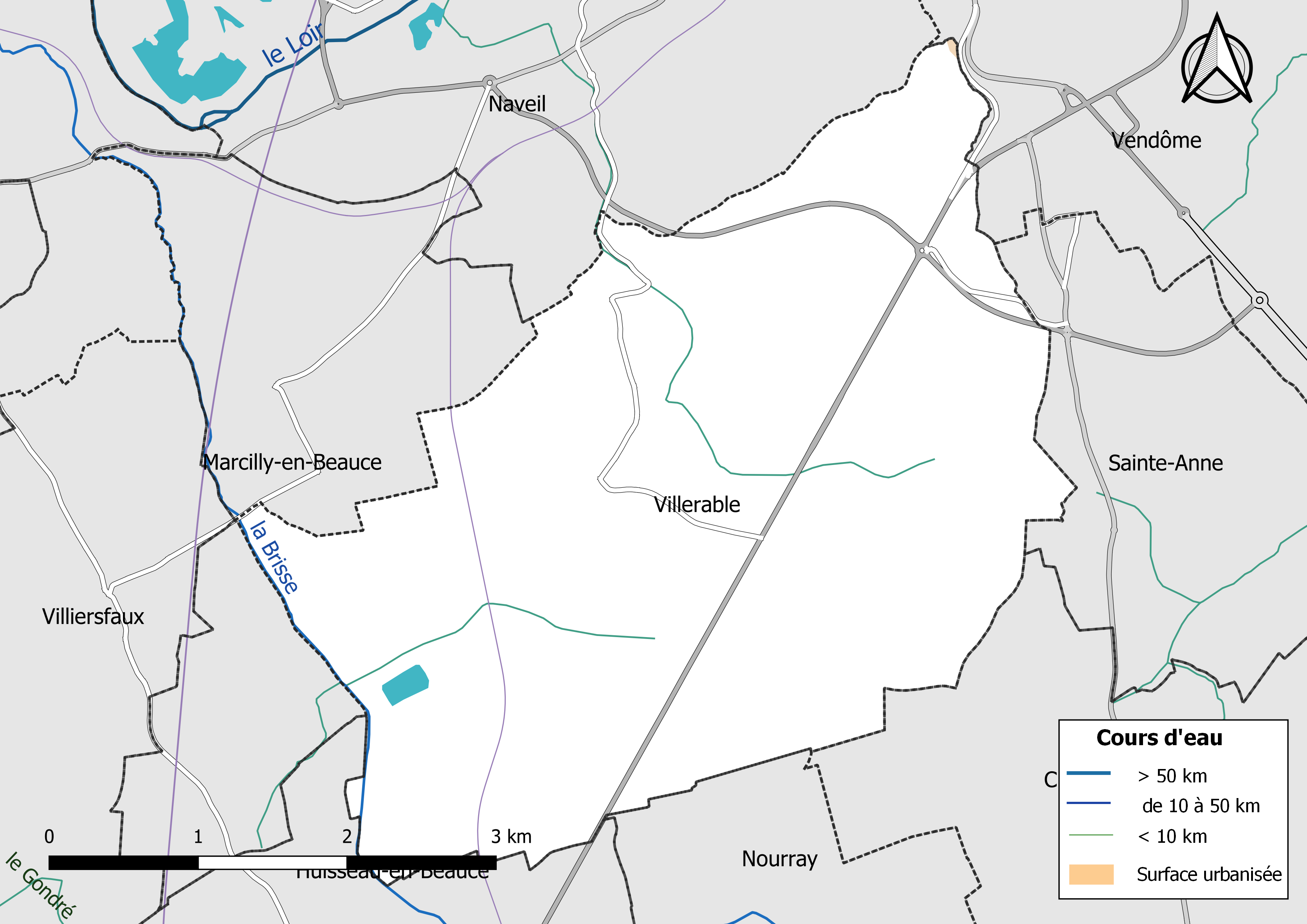
Réseau hydrographique de Villerable.

La commune est drainée par la Brisse (2,477 km) et par divers petits cours d'eau, constituant un réseau hydrographique de 8,37 km de longueur totale.
La Brisse, d'une longueur totale de 14 km, prend sa source dans la commune de Nourray et se jette  dans le Loir à Thoré-la-Rochette, après avoir traversé 5 communes.
Sur le plan piscicole, ce cours d'eau est classé en deuxième catégorie, où le peuplement piscicole dominant est constitué de poissons blancs (cyprinidés) et de carnassiers (brochet, sandre et perche).

### Climat
Pour des articles plus généraux, voir Climat du Centre-Val de Loire et Climat de Loir-et-Cher.
En 2010, le climat de la commune est de type climat océanique dégradé des plaines du Centre et du Nord, selon une étude du CNRS s'appuyant sur une série de données couvrant la période 1971-2000. En 2020, Météo-France publie une typologie des climats de la France métropolitaine dans laquelle la commune est exposée à un climat océanique altéré et est dans la région climatique Moyenne vallée de la Loire, caractérisée par une bonne insolation (1 850 h/an) et un été peu pluvieux.
Pour la période 1971-2000, la température annuelle moyenne est de 11,2 °C, avec une amplitude thermique annuelle de 15,2 °C. Le cumul annuel moyen de précipitations est de 693 mm, avec 11,4 jours de précipitations en janvier et 7 jours en juillet. Pour la période 1991-2020, la température moyenne annuelle observée sur la station météorologique de Météo-France la plus proche, « Blois », sur la commune de Villefrancœur à 16 km à vol d'oiseau, est de 11,8 °C et le cumul annuel moyen de précipitations est de 641,4 mm,. Pour l'avenir, les paramètres climatiques de la commune estimés pour 2050 selon différents scénarios d'émission de gaz à effet de serre sont consultables sur un site dédié publié par Météo-France en novembre 2022.

## Urbanisme

### Typologie
Au 1er janvier 2024, Villerable est catégorisée commune rurale à habitat dispersé, selon la nouvelle grille communale de densité à sept niveaux définie par l'Insee en 2022.
Elle appartient à l'unité urbaine de Vendôme, une agglomération intra-départementale regroupant cinq  communes, dont elle est une commune de la banlieue,,. Par ailleurs la commune fait partie de l'aire d'attraction de Vendôme, dont elle est une commune de la couronne,. Cette aire, qui regroupe 57 communes, est catégorisée dans les aires de moins de 50 000 habitants,.

### Occupation des sols
L'occupation des sols est marquée par l'importance des espaces agricoles et naturels (96,8 %). La répartition détaillée ressortant de la base de données européenne d'occupation biophysique des sols Corine Land Cover millésimée 2012 est la suivante : 
terres arables (11,6 %), 
cultures permanentes (0,6 %), 
zones agricoles hétérogènes (15,4 %), 
prairies (3,5 %), 
forêts (65,2 %), 
milieux à végétation arbustive ou herbacée (0,7 %), 
zones urbanisées (1 %), 
espaces verts artificialisés non agricoles (0,5 %), 
zones industrielles et commerciales et réseaux de communication (1,7 %), 
eaux continentales (0,5 %).

### Planification
La loi SRU du 13 décembre 2000 a incité fortement les communes à se regrouper au sein d'un établissement public, pour déterminer les partis d'aménagement de l'espace au sein d'un SCoT, un document essentiel d'orientation stratégique des politiques publiques à une grande échelle. La commune est dans le territoire du  SCOT des Territoires du Grand Vendômois, approuvé en 2006 et dont la révision a été prescrite en 2017, pour tenir compte de l'élargissement de périmètre,.
En matière de planification, la commune disposait en 2017 d'un plan local d'urbanisme approuvé.

### Habitat et logement
Le tableau ci-dessous présente la typologie des logements à Villerable en 2016 en comparaison avec celle du Loir-et-Cher et de la France entière. Une caractéristique marquante du parc de logements est ainsi la faible proportion des résidences secondaires et logements occasionnels (3,8 %) par rapport au département (18 %) et à la France entière (9,6 %). Concernant le statut d'occupation de ces logements, 89,9 % des habitants de la commune sont propriétaires de leur logement (90,1 % en 2011), contre 68,1 % pour le Loir-et-Cher et 57,6 pour la France entière.
|                                                         | Villerable | Loir-et-Cher | France entière |
| ------------------------------------------------------- | ---------- | ------------ | -------------- |
| Résidences principales (en %)                           | 86,7       | 74,5         | 82,3           |
| Résidences secondaires et logements occasionnels (en %) | 3,8        | 18           | 9,6            |
| Logements vacants (en %)                                | 9,5        | 7,5          | 8,1            |

### Risques majeurs
Le territoire communal de Villerable est vulnérable à différents aléas naturels : ), climatiques (hiver exceptionnel ou canicule), mouvements de terrains ou sismique (sismicité très faible)8 avril 20208 avril 2020
Il est également exposé à un risque technologique :  le transport de matières dangereuses,.

#### Risques naturels
Les mouvements de terrains susceptibles de se produire sur la commune sont soit des mouvements liés au retrait-gonflement des argiles, soit des chutes de blocs, soit des effondrements liés à des cavités souterraines. Le phénomène de retrait-gonflement des argiles est la conséquence d'un changement d'humidité des sols argileux. Les argiles sont capables de fixer l'eau disponible mais aussi de la perdre en se rétractant en cas de sécheresse. Ce phénomène peut provoquer des dégâts très importants sur les constructions (fissures, déformations des ouvertures) pouvant rendre inhabitables certains locaux. La carte de zonage de cet aléa peut être consultée sur le site de l'observatoire national des risques naturels Georisques. Une autre carte permet de prendre connaissance des cavités souterraines localisées sur la commune.

#### Risques technologiques
Le risque de transport de marchandises dangereuses sur la commune est lié à sa traversée par une route à fort trafic et une canalisation de transport de gaz. Un accident se produisant sur de telles infrastructures est en effet susceptible d'avoir des effets graves au bâti ou aux personnes jusqu'à 350 m, selon la nature du matériau transporté. Des dispositions d'urbanisme peuvent être préconisées en conséquence.

## Toponymie

### Changements du nom de la commune
Sous la Révolution, la volonté de soutenir le nouveau gouvernement (appelé première commune de Paris) a mené à un changement temporaire du toponyme : par délibération du conseil général de la commune, et en application du décret du 25 vendémiaire an II (16 octobre 1793), la commune nouvellement créée de Villerable adopta ainsi le nom de Commune-Rable,.

## Histoire

### Révolution française et Empire

#### Nouvelle organisation territoriale
Le décret de l'Assemblée nationale du 12 novembre 1789 décrète qu'« il y aura une municipalité dans chaque ville, bourg, paroisse ou communauté de campagne », mais ce n'est qu'avec le décret de la Convention nationale du 10 brumaire an II (31 octobre 1793) que la paroisse de Villerable devient formellement « commune de Villerable »,.
En 1790, dans le cadre de la création des départements, la municipalité est rattachée au canton de Villiers et au district de Vendôme. Les cantons sont supprimés, en tant que découpage administratif, par une loi du 26 juin 1793, et ne conservent qu'un rôle électoral, permettant l'élection des électeurs du second degré chargés de désigner les députés,. La Constitution du 5 fructidor an III, appliquée à partir de vendémiaire an IV (1795) supprime les districts, considérés comme des rouages administratifs liés à la Terreur, mais maintient les cantons qui acquièrent dès lors plus d'importance en retrouvant une fonction administrative. Enfin, sous le Consulat, un redécoupage territorial visant à réduire le nombre de justices de paix ramène le nombre de cantons en Loir-et-Cher de 33 à 24. Villerable est alors rattachée au canton de Vendôme et à l'arrondissement de Vendôme par arrêté du 5 vendémiaire an X (26 septembre 1801),,. Cette organisation va rester inchangée pendant près de 150 ans.

## Politique et administration

### Découpage territorial
La commune de Villerable est membre de la communauté d'agglomération Territoires Vendômois, un établissement public de coopération intercommunale (EPCI) à fiscalité propre créé le 1er janvier 2017.
Elle est rattachée sur le plan administratif à l'arrondissement de Vendôme, au département de Loir-et-Cher et à la région Centre-Val de Loire, en tant que circonscriptions administratives. Sur le plan électoral, elle est rattachée au canton de Montoire-sur-le-Loir depuis 2015 pour l'élection des conseillers départementaux et à la troisième circonscription de Loir-et-Cher pour les élections législatives.

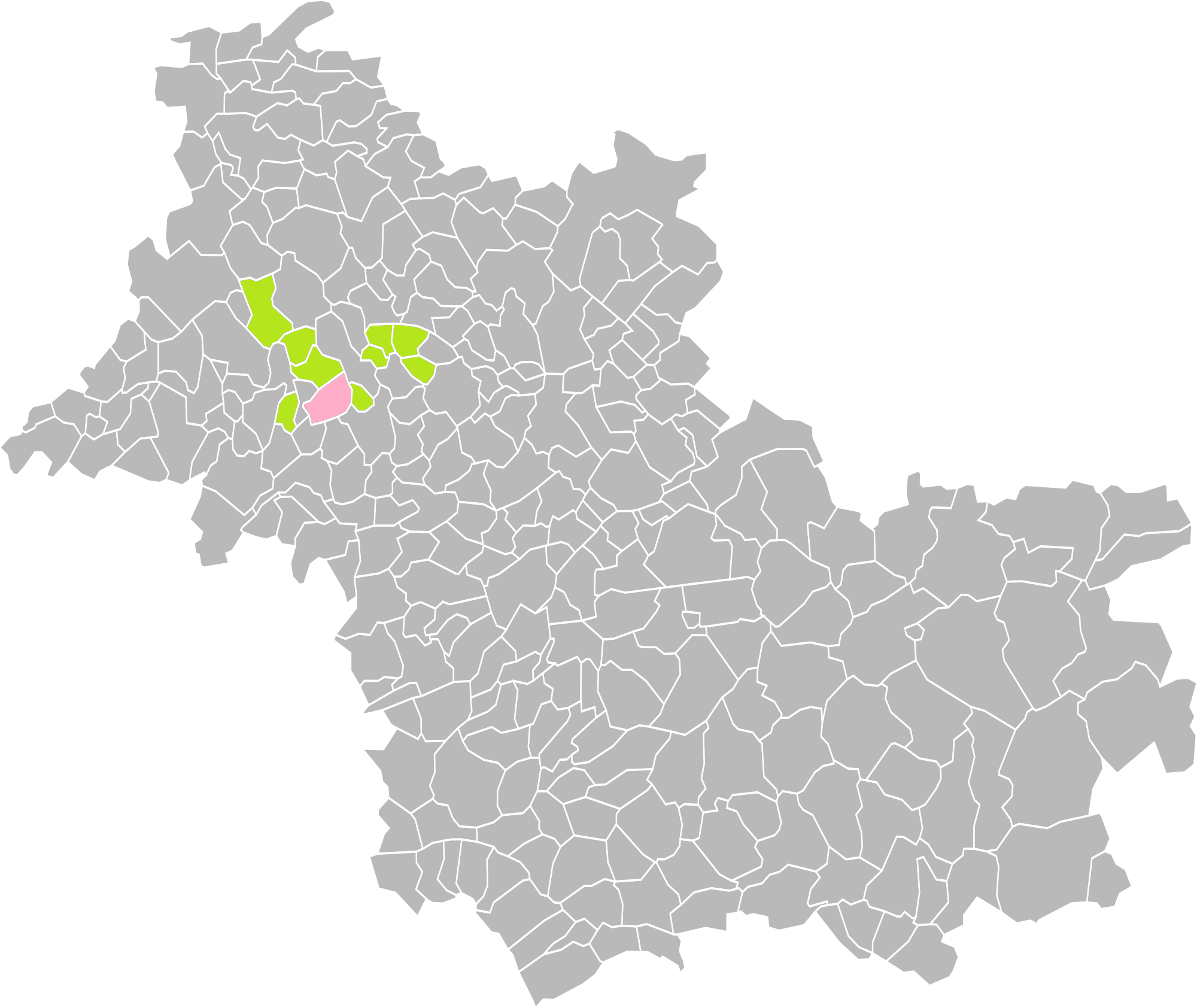
Villerable dans l'intercommunalité en 2016.
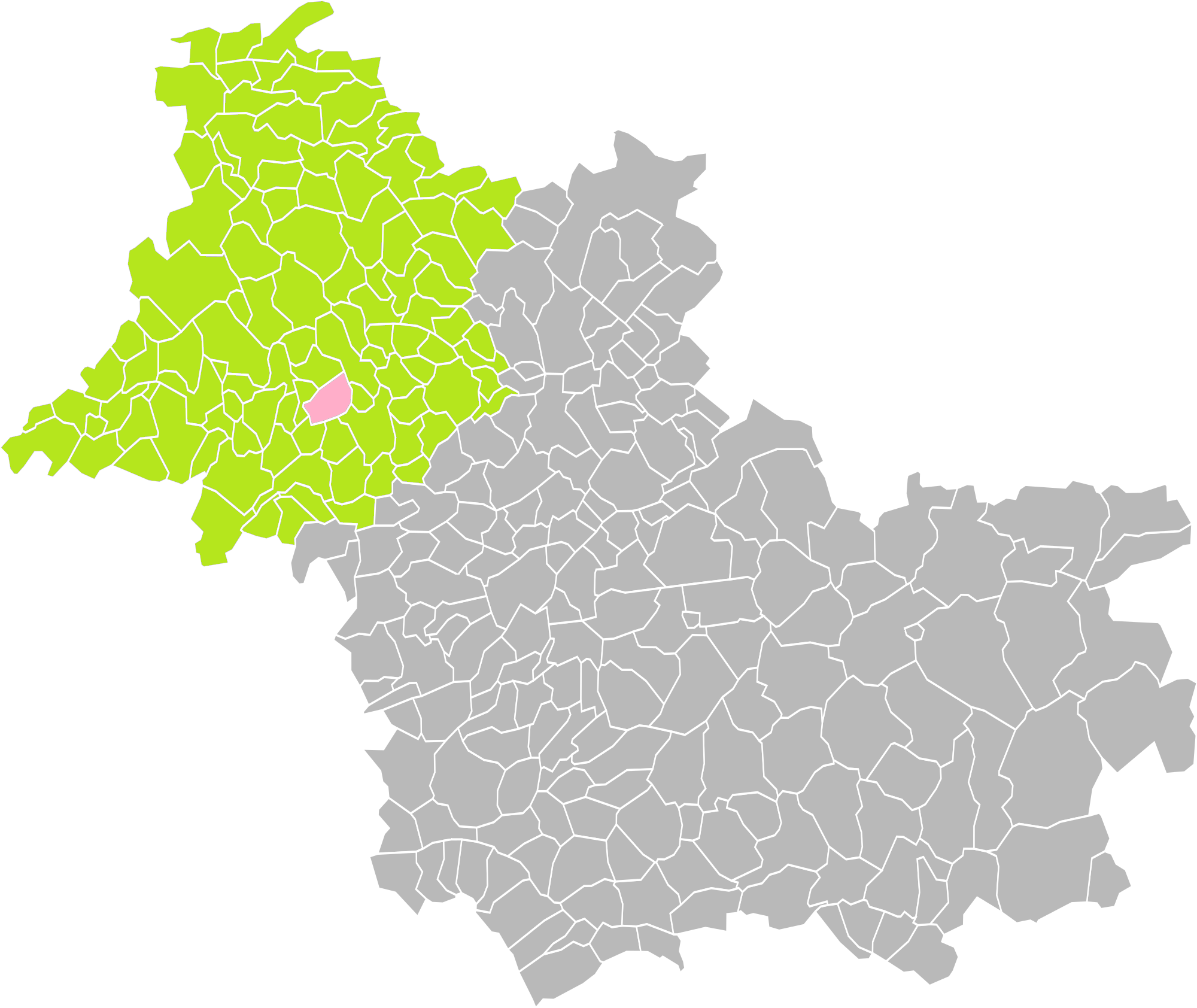
Villerable dans l'arrondissement de Vendôme en 2016.
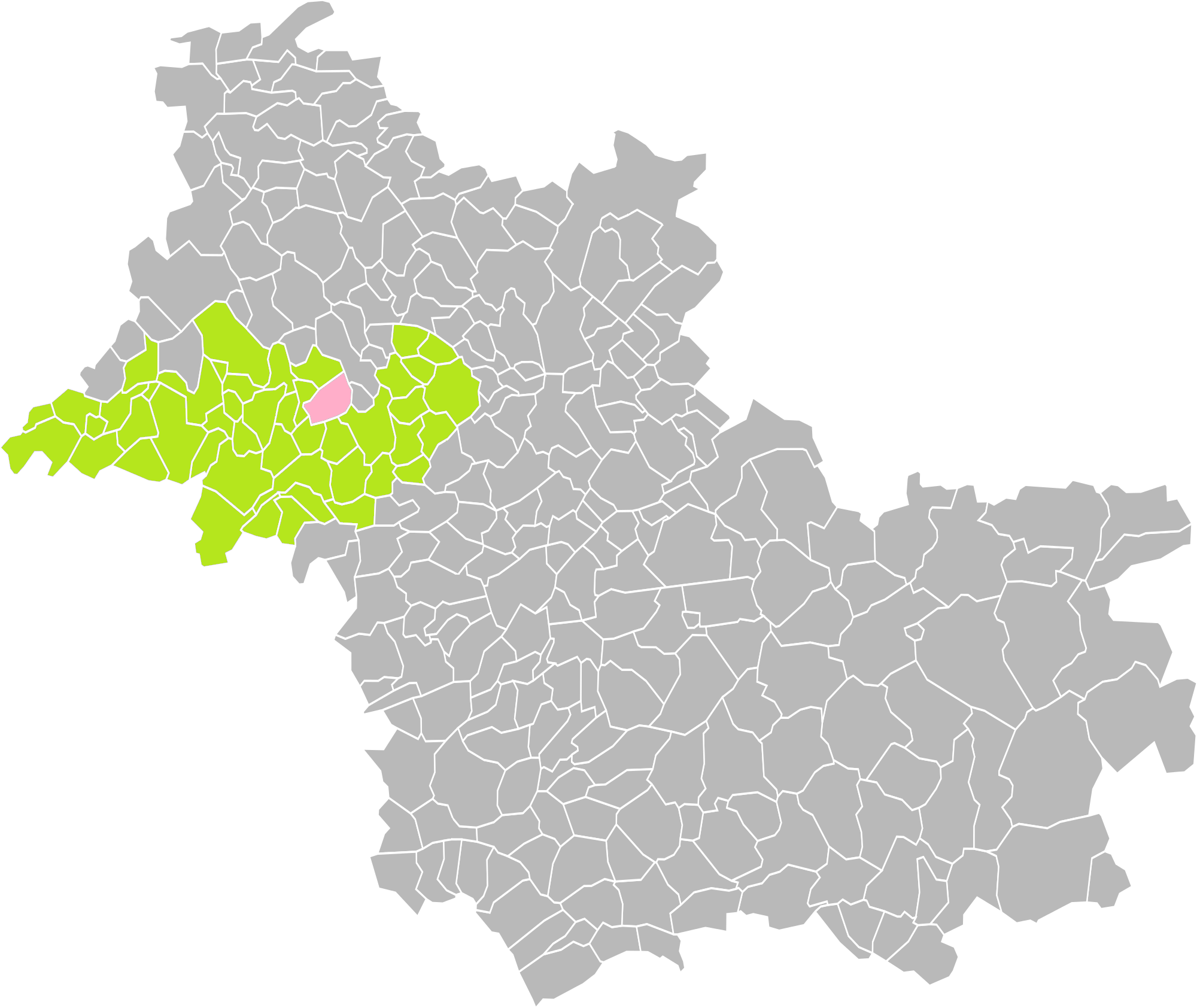
Villerable dans le canton de Montoire-sur-le-Loir en 2016.

### Politique et administration municipale

#### Conseil municipal et maire
Le conseil municipal de Villerable, commune de moins de 1 000 habitants, est élu au scrutin majoritaire plurinominal avec listes ouvertes et panachage. Compte tenu de la population communale, le nombre de sièges au conseil municipal est de 15. Le maire, à la fois agent de l'État et exécutif de la commune en tant que collectivité territoriale, est élu par le conseil municipal au scrutin secret lors de la première réunion du conseil suivant les élections municipales, pour un mandat de six ans, c'est-à-dire pour la durée du mandat du conseil.
| Période                                  | Période   | Identité              | Étiquette | Qualité                    |
| ---------------------------------------- | --------- | --------------------- | --------- | -------------------------- |
| mars 2001                                | mars 2008 | Jacques Marchal       |           |                            |
| mars 2014                                | mai 2020  | Michel Biguier        |           | Retraité de l'enseignement |
| mai 2020                                 | En cours  | Jean-Claude Gauthier, |           | Ancien employé             |
| Les données manquantes sont à compléter. |           |                       |           |                            |

## Équipements et services

### Eau et assainissement
L'organisation de la distribution de l'eau potable, de la collecte et du traitement des eaux usées et pluviales relève des communes. La compétence eau et assainissement des communes est un service public industriel et commercial (SPIC).

#### Alimentation en eau potable
Le service d'eau potable comporte trois grandes étapes : le captage, la potabilisation et la distribution d'une eau potable conforme aux normes de qualité fixées pour protéger la santé humaine. En 2019, la commune est membre du syndicat intercommunal d'adduction d'eau potable de Naveil qui assure le service en régie dont le contrat arrive à échéance le 31 décembre 2019.

#### Assainissement des eaux usées
En 2019, la gestion du service d'assainissement collectif de la commune de Villerable est assurée par le syndicat intercommunal de traitement des eaux usées de Naveil qui a le statut de régie à autonomie financière.
Une station de traitement des eaux usées est en service au 1er janvier 2019 sur le territoire communal : 
« Orgie », un équipement utilisant la technique du lagunage naturel, dont la capacité est de 180 EH, mis en service le 1er juin 1991.

### Sécurité, justice et secours
La sécurité de la commune est assurée par la brigade de gendarmerie de Saint-Amand-Longpré qui dépend du groupement de gendarmerie départementale de Loir-et-Cher installé à Blois.
En matière de justice, Villerable relève du conseil de prud'hommes de Blois, de la Cour d'appel d'Orléans (juridiction de Blois), de la Cour d'assises de Loir-et-Cher, du tribunal administratif de Blois, du tribunal de commerce de Blois et du tribunal judiciaire de Blois.

## Population et société

### Démographie

#### Évolution démographique
L'évolution du nombre d'habitants est connue à travers les recensements de la population effectués dans la commune depuis 1793. Pour les communes de moins de 10 000 habitants, une enquête de recensement portant sur toute la population est réalisée tous les cinq ans, les populations de référence des années intermédiaires étant quant à elles estimées par interpolation ou extrapolation. Pour la commune, le premier recensement exhaustif entrant dans le cadre du nouveau dispositif a été réalisé en 2005.

En 2022, la commune comptait 490 habitants, en évolution de −6,84 % par rapport à 2016 (Loir-et-Cher : −1,15 %, France hors Mayotte : +2,11 %).
| 1793 | 1800 | 1806 | 1821 | 1831 | 1836 | 1841 | 1846 | 1851 |
| ---- | ---- | ---- | ---- | ---- | ---- | ---- | ---- | ---- |
| 430  | 460  | 464  | 462  | 464  | 467  | 453  | 455  | 476  |

| 1856 | 1861 | 1866 | 1872 | 1876 | 1881 | 1886 | 1891 | 1896 |
| ---- | ---- | ---- | ---- | ---- | ---- | ---- | ---- | ---- |
| 466  | 471  | 504  | 480  | 465  | 505  | 490  | 473  | 480  |

| 1901 | 1906 | 1911 | 1921 | 1926 | 1931 | 1936 | 1946 | 1954 |
| ---- | ---- | ---- | ---- | ---- | ---- | ---- | ---- | ---- |
| 432  | 465  | 459  | 409  | 398  | 372  | 388  | 393  | 347  |

| 1962 | 1968 | 1975 | 1982 | 1990 | 1999 | 2005 | 2006 | 2010 |
| ---- | ---- | ---- | ---- | ---- | ---- | ---- | ---- | ---- |
| 336  | 321  | 333  | 433  | 499  | 501  | 497  | 489  | 535  |

| 2015 | 2020 | 2022 | - | - | - | - | - | - |
| ---- | ---- | ---- | - | - | - | - | - | - |
| 526  | 498  | 490  | - | - | - | - | - | - |

#### Pyramide des âges
La population de la commune est relativement âgée.
En 2018, le taux de personnes d'un âge inférieur à 30 ans s'élève à 26,4 %, soit en dessous de la moyenne départementale (31,3 %). À l'inverse, le taux de personnes d'âge supérieur à 60 ans est de 31,5 % la même année, alors qu'il est de 31,6 % au niveau départemental.
En 2018, la commune comptait 250 hommes pour 265 femmes, soit un taux de 51,46 % de femmes, légèrement supérieur au taux départemental (51,45 %).
Les pyramides des âges de la commune et du département s'établissent comme suit.
| Hommes | Classe d’âge | Femmes |
| ------ | ------------ | ------ |
| 0,8    | 90 ou +      | 0,0    |
| 6,6    | 75-89 ans    | 7,4    |
| 24,0   | 60-74 ans    | 24,2   |
| 28,5   | 45-59 ans    | 25,8   |
| 15,3   | 30-44 ans    | 14,4   |
| 8,7    | 15-29 ans    | 14,5   |
| 16,1   | 0-14 ans     | 13,7   |

| Hommes | Classe d’âge | Femmes |
| ------ | ------------ | ------ |
| 1,1    | 90 ou +      | 2,6    |
| 9,2    | 75-89 ans    | 11,9   |
| 19,7   | 60-74 ans    | 20,4   |
| 20,7   | 45-59 ans    | 20     |
| 16,5   | 30-44 ans    | 16,2   |
| 15,2   | 15-29 ans    | 13,2   |
| 17,6   | 0-14 ans     | 15,7   |

## Économie

### Secteurs d'activité
Le tableau ci-dessous détaille le nombre d'entreprises implantées à Villerable selon leur secteur d'activité et le nombre de leurs salariés :
|                                                              | total | % com (% dep) | 0 salarié | 1 à 9 salarié(s) | 10 à 19 salariés | 20 à 49 salariés | 50 salariés ou plus |
| ------------------------------------------------------------ | ----- | ------------- | --------- | ---------------- | ---------------- | ---------------- | ------------------- |
| Ensemble                                                     | 41    | 100,0 (100)   | 30        | 10               | 1                | 0                | 0                   |
| Agriculture, sylviculture et pêche                           | 10    | 24,4 (11,8)   | 9         | 1                | 0                | 0                | 0                   |
| Industrie                                                    | 2     | 4,9 (6,5)     | 2         | 0                | 0                | 0                | 0                   |
| Construction                                                 | 6     | 14,6 (10,3)   | 6         | 0                | 0                | 0                | 0                   |
| Commerce, transports, services divers                        | 21    | 51,2 (57,9)   | 13        | 7                | 1                | 0                | 0                   |
| dont commerce et réparation automobile                       | 8     | 19,5 (17,5)   | 5         | 2                | 1                | 0                | 0                   |
| Administration publique, enseignement, santé, action sociale | 2     | 4,9 (13,5)    | 0         | 2                | 0                | 0                | 0                   |
| Champ : ensemble des activités.                              |       |               |           |                  |                  |                  |                     |

Le secteur du commerce, transports et services divers est prépondérant sur la commune (21 entreprises sur 41) néanmoins le secteur agricole reste important puisqu'en proportions (24,4 %), il est plus important qu'au niveau départemental (11,8 %).
Sur les 41 entreprises implantées à Villerable en 2016, 30 ne font appel à aucun salarié, 10 comptent 1 à 9 salariés et 1 emploie entre 10 et 19 personnes

### Agriculture
En 2010, l'orientation technico-économique de l'agriculture sur la commune est la polyculture et le polyélevage. Le département a perdu près d'un quart de ses exploitations en 10 ans, entre 2000 et 2010 (c'est le département de la région Centre-Val de Loire qui en compte le moins). Cette tendance se retrouve également au niveau de la commune où le nombre d'exploitations est passé de 26 en 1988 à 11 en 2000 puis à 11 en 2010. Parallèlement, la taille de ces exploitations augmente, passant de 55 ha en 1988 à 125 ha en 2010.
Le tableau ci-dessous présente les principales caractéristiques des exploitations agricoles de Villerable, observées sur une période de 22 ans : 
|                                      | 1988                 | 2000                 | 2010                 |
| Dimension économique                 | Dimension économique | Dimension économique | Dimension économique |
| ------------------------------------ | -------------------- | -------------------- | -------------------- |
| Nombre d'exploitations (u)           | 26                   | 11                   | 11                   |
| Travail (UTA)                        | 45                   | 23                   | 20                   |
| Surface agricole utilisée (ha)       | 1 421                | 1 616                | 1 376                |
| Cultures                             |                      |                      |                      |
| Terres labourables (ha)              | 1 363                | 1 589                | 1 350                |
| Céréales (ha)                        | 994                  | 1072                 | 809                  |
| dont blé tendre (ha)                 | 478                  | 722                  | s                    |
| dont maïs-grain et maïs-semence (ha) | 151                  | 133                  | s                    |
| Tournesol (ha)                       | 194                  | s                    | s                    |
| Colza et navette (ha)                | 113                  | 148                  | 167                  |
| Élevage                              |                      |                      |                      |
| Cheptel (UGBTA)                      | 729                  | 1393                 | 899                  |

#### Produits labellisés
La commune de Villerable est située dans l'aire de l'appellation d'origine protégée (AOP) d'un produit : un vin (les Coteaux-du-vendômois).
Le territoire de la commune est également intégré aux aires de productions de divers produits bénéficiant d'une indication géographique protégée (IGP) : le vin Val-de-loire, les volailles de l’Orléanais et les volailles du Maine,.

## Culture locale et patrimoine

### Voies
| 42 odonymes recensés à Villerable au 30 mars 2014           | 42 odonymes recensés à Villerable au 30 mars 2014 | 42 odonymes recensés à Villerable au 30 mars 2014 | 42 odonymes recensés à Villerable au 30 mars 2014 | 42 odonymes recensés à Villerable au 30 mars 2014 | 42 odonymes recensés à Villerable au 30 mars 2014 | 42 odonymes recensés à Villerable au 30 mars 2014 | 42 odonymes recensés à Villerable au 30 mars 2014 | 42 odonymes recensés à Villerable au 30 mars 2014 | 42 odonymes recensés à Villerable au 30 mars 2014 | 42 odonymes recensés à Villerable au 30 mars 2014 | 42 odonymes recensés à Villerable au 30 mars 2014 | 42 odonymes recensés à Villerable au 30 mars 2014 | 42 odonymes recensés à Villerable au 30 mars 2014 | 42 odonymes recensés à Villerable au 30 mars 2014 | 42 odonymes recensés à Villerable au 30 mars 2014 | 42 odonymes recensés à Villerable au 30 mars 2014 | 42 odonymes recensés à Villerable au 30 mars 2014 | 42 odonymes recensés à Villerable au 30 mars 2014 |
| Allée                                                       | Ave.                                              | Bld                                               | Carr.                                             | Chemin                                            | Cité                                              | Clos                                              | Imp.                                              | Pass.                                             | Place                                             | Pont                                              | Rampe                                             | Route                                             | Rue                                               | Ruelle                                            | Square                                            | Tertre                                            | Autres                                            | Total                                             |
| ----------------------------------------------------------- | ------------------------------------------------- | ------------------------------------------------- | ------------------------------------------------- | ------------------------------------------------- | ------------------------------------------------- | ------------------------------------------------- | ------------------------------------------------- | ------------------------------------------------- | ------------------------------------------------- | ------------------------------------------------- | ------------------------------------------------- | ------------------------------------------------- | ------------------------------------------------- | ------------------------------------------------- | ------------------------------------------------- | ------------------------------------------------- | ------------------------------------------------- | ------------------------------------------------- |
| 0                                                           | 0                                                 | 1                                                 | 0                                                 | 3                                                 | 0                                                 | 0                                                 | 2                                                 | 0                                                 | 2                                                 | 0                                                 | 0                                                 | 4                                                 | 15                                                | 0                                                 | 0                                                 | 0                                                 | 16                                                | 43                                                |
| Notes « N »                                                 | Notes « N »                                       | 1. 2. 3. 4. 5. 6. 7.                              | 1. 2. 3. 4. 5. 6. 7.                              | 1. 2. 3. 4. 5. 6. 7.                              | 1. 2. 3. 4. 5. 6. 7.                              | 1. 2. 3. 4. 5. 6. 7.                              | 1. 2. 3. 4. 5. 6. 7.                              | 1. 2. 3. 4. 5. 6. 7.                              | 1. 2. 3. 4. 5. 6. 7.                              | 1. 2. 3. 4. 5. 6. 7.                              | 1. 2. 3. 4. 5. 6. 7.                              | 1. 2. 3. 4. 5. 6. 7.                              | 1. 2. 3. 4. 5. 6. 7.                              | 1. 2. 3. 4. 5. 6. 7.                              | 1. 2. 3. 4. 5. 6. 7.                              | 1. 2. 3. 4. 5. 6. 7.                              | 1. 2. 3. 4. 5. 6. 7.                              | 1. 2. 3. 4. 5. 6. 7.                              |
| Sources : rue-ville.info & perche-gouet.net & OpenStreetMap |                                                   |                                                   |                                                   |                                                   |                                                   |                                                   |                                                   |                                                   |                                                   |                                                   |                                                   |                                                   |                                                   |                                                   |                                                   |                                                   |                                                   |                                                   |

### Lieux et monuments
Nombreux monuments mégalithiques , en particulier dans la zone de Pouline.
• L'église Saint-Denis, bâtie au XIIe siècle.

### Héraldique
|  | Les armoiries de Villerable se blasonnent ainsi : Coupé : au premier parti d'azur à la fleur de lys d'or et d'argent au lion de sable, au second de sable au mont de trois coupeaux d'or. |